# Tomoko Nagatomo
Tomoko Nagatomo (nascida a 1972) é uma arqueóloga japonesa. Ela é professora da Universidade Ritsumeikan em Kyoto, no Japão.

## Biografia
Nagatomo nasceu em Kyoto. Ela estudou na Universidade de Osaka, concluindo um Ph.D. em literatura. Ela foi professora associada na Universidade de Osaka Ohtani.
Nagatomo estuda os períodos Yayoi e Kofun, particularmente a produção de equipamentos e cultura alimentar desses períodos.